# برج كلاه فرنغي

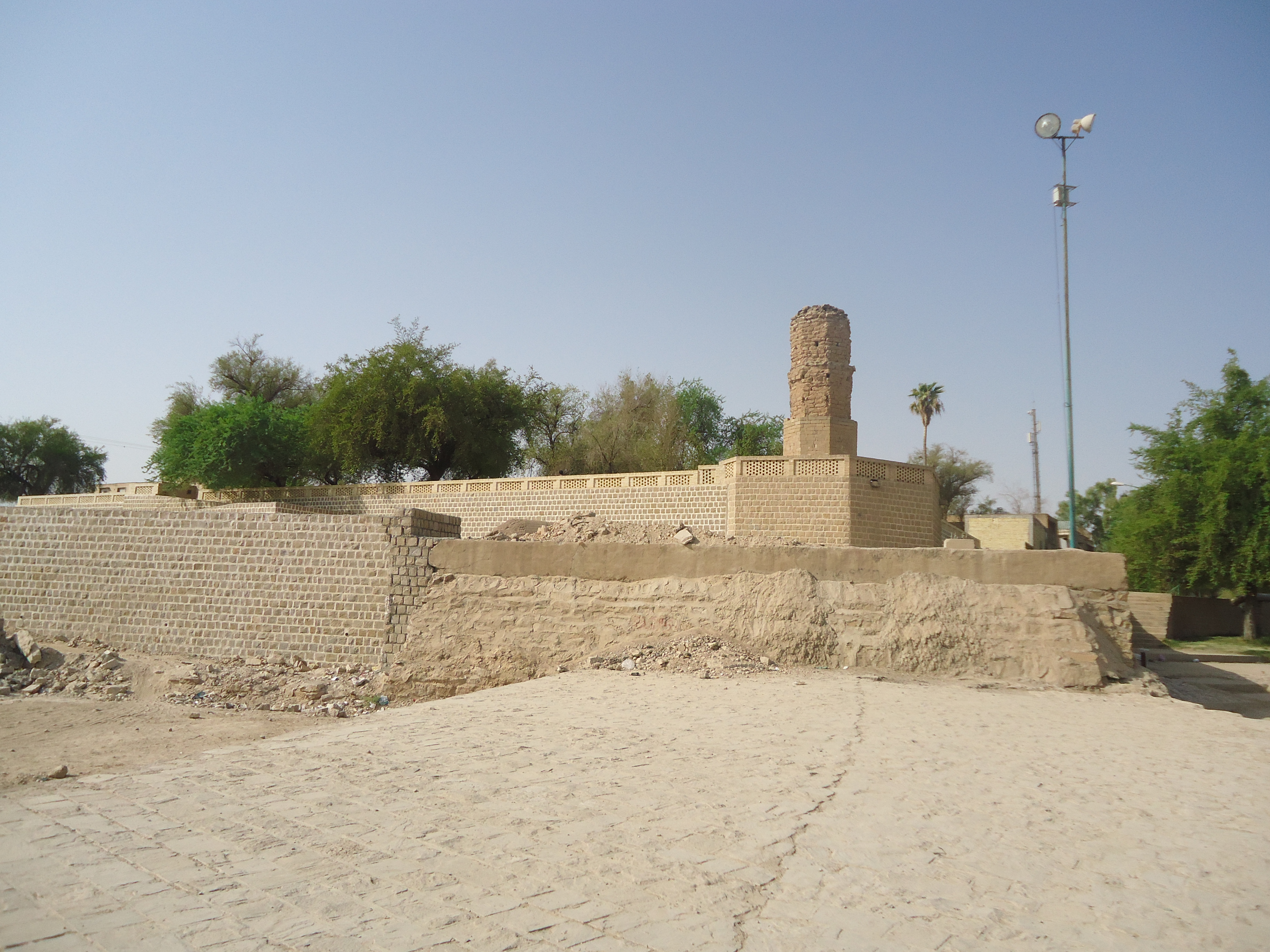
منظر جانبي للبرج.

برج كلاه‌ فرنغي (بالفارسية: برج کلاه‌فرنگی شوشتر) هو برج تاريخي يعود إلى القاجاريون، ويقع في تستر.